# William Haines

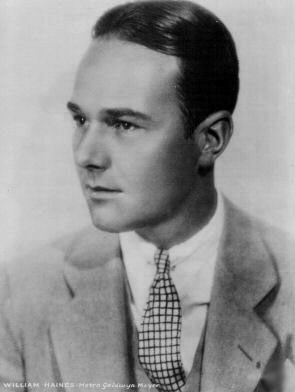
William Haines (1928)

William Haines (* 2. Januar 1900 in Staunton, Virginia als Charles William Haines; † 26. Dezember 1973 in Santa Monica, Kalifornien) war ein US-amerikanischer Schauspieler. Er war in der späten Stummfilm- und frühen Tonfilmzeit sehr beliebt.

## Leben
Haines arbeitete zunächst in einer Investmentfirma in New York und gewann 1922 einen Talentwettbewerb, der ihm einen Vertrag mit den Goldwyn Studios einbrachte. Er stieg rasch zu einem beliebten Star in Komödien auf und nach dem Zusammenschluss der Metro zur MGM wurde Haines neben Ramón Novarro und John Gilbert zu einem der bekanntesten Darsteller. Er hatte 1927 in der Komödie Tell it to the Marines neben Lon Chaney senior seinen größten kommerziellen Erfolg.
Seit 1927 versuchte das Studio, aus Haines und der aufstrebenden Joan Crawford ein Leinwandpaar zu machen, ganz im Sinne von Janet Gaynor/Charles Farrell oder Greta Garbo und John Gilbert. Das Publikum akzeptierte die beiden jedoch nicht und nach drei Versuchen wurde das Vorhaben aufgegeben. Haines hatte neben Marion Davies in Show People 1928 seinen letzten großen Erfolg. Kurze Zeit später wurde er als erster Star der MGM in einem Tonfilm eingesetzt: Alias Jimmy Valentine. Später beschrieb der Schauspieler die Erfahrung mit der täglichen Hysterie auf dem Set als „Untergang der Titanic in Zeitlupe“.
Die Zusammenarbeit zwischen den Studiochefs und Haines war nie ganz konfliktfrei, da sich der Schauspieler weigerte, seine Homosexualität zu verleugnen. Solange die Einspielergebnisse in Ordnung waren, konnte er sich ohne größere Probleme in der Filmgemeinschaft bewegen, doch mit dem Nachlassen seiner Popularität nahm der Druck auf Haines zu. Als er sich 1932 weigerte, eine Scheinehe einzugehen, wurde sein Vertrag bei MGM nicht mehr verlängert. Er drehte 1934 noch zwei B-Filme bei Poverty-Row-Studiums, um sich dann endgültig von der Leinwand zu verabschieden. 1950 lehnte er das Angebot für einen Gastauftritt in Billy Wilders Sunset Boulevard ab.
Haines, der sich während der aktiven Laufbahn intensiv mit Design und Inneneinrichtung beschäftigt hatte, wurde nach 1932 zu einem der erfolgreichsten Innenarchitekten von Hollywood. Er hatte in den Schauspielerinnen Marion Davies und Joan Crawford zwei gute Freundinnen, die ihn am Anfang seiner neuen Karriere tatkräftig unterstützten. Crawford meinte einmal, Haines und sein lebenslanger Partner Jimmie Shields (1905–1974) würden die beste Ehe in Hollywood führen.
Als Clark Gable kurz nach der Eheschließung mit Carole Lombard diese fragte, warum sie anscheinend mit jedem Mann in Hollywood befreundet sei, aber keine einzige Freundin habe, antwortete Lombard: „Ich habe zwei wunderbare Freundinnen: Mitchell Leisen und Billy Haines.“

## Filmografie (Auswahl)
- 1923: Der Markt der Seelen (Souls for Sale)
- 1923: Ein Mädchen und drei alte Narren (Three Wise Fools)
- 1924: Liebesurlaub einer Königin (Three Weeks)
- 1924: True As Steel
- 1924: The Midnight Express
- 1924: The Gaiety Girl
- 1924: Wine of Youth
- 1924: Die Frau, die die Männer bezaubert (Circe, the Enchantress)
- 1924: Der Ehe ewiges Einerlei (So This Is Marriage?)
- 1925: A Fool and His Money
- 1925: Who Cares
- 1925: The Denial
- 1925: A Slave of Fashion
- 1925: Fighting the Flames
- 1925: Der Narr und die Dirne (The Tower of Lies)
- 1925: Die kleine Annemarie (Little Annie Rooney)
- 1925: Charleston-Girls (Sally, Irene and Mary)
- 1926: Mike
- 1926: The Thrill Hunter
- 1926: Memory Lane
- 1926: Brown of Harvard
- 1926: Lovey Mary
- 1926: Brand im Osten (Tell it to the Marines)
- 1927: A Little Journey
- 1927: Slide, Kelly, Slide
- 1927: Spring Fever
- 1927: Der Schlauberger (West Point)
- 1928: The Smart Set
- 1928: Zwischen Frisco und der Mandschurei (Telling the World)
- 1928: Excess Baggage (Verschollen)
- 1928: Es tut sich was in Hollywood (Show People)
- 1928: Alias Jimmy Valentine
- 1929: The Hollywood Revue of 1929
- 1929: The Duke Steps Out
- 1929: A Man’s Man (Verschollen)
- 1929: Speedway
- 1929: Navy Blues
- 1930: Buster rutscht ins Filmland (Free and Easy)
- 1930: The Girl Said No
- 1930: Way Out West
- 1930: Remote Control
- 1931: A Tailor Made Man
- 1931: Juwelenraub in Hollywood (The Stolen Jools)
- 1931: Just a Gigolo
- 1931: New Adventures of Get-Rich-Quick Wallingford
- 1932: Are You Listening?
- 1932: Frechheit siegt (Fast Life)
- 1934: Young and Beautiful
- 1934: The Marines Are Coming